# Jalanti
Jalanti eller Jalantijärvi är en sjö i Finland. Den ligger i Ackas stad i landskapet Birkaland, i den södra delen av landet, 130 km nordväst om huvudstaden Helsingfors. Jalanti ligger 83 meter över havet. Arean är 6,43 kvadratkilometer och strandlinjen är 26,54 kilometer lång. Sjön  ingår i Kumo älvs huvudavrinningsområde.   I omgivningarna runt Jalanti växer i huvudsak blandskog. Den sträcker sig 4,9 kilometer i nord-sydlig riktning, och 4,9 kilometer i öst-västlig riktning.
Bland andra följande öar finns i Jalanti:
- Liinasaari (en ö)
- Koivusaari (en ö)
- Mäntysaari (en ö)
- Tuomisaari (en ö)
- Salakkasaari (en ö)
- Koirasaari (en ö)